# 小田助四郎
小田 助四郎（おた すけしろう、生没年不詳）は、日本の商人。朱座の創始者。

## 人物
三河出身。徳川家康の命で明に渡り、水銀などによる朱の製法を持ち帰った。慶長14年（1609年）、堺で家康から朱座の特権を得た。